# Municipio de Champion (Minnesota)
El municipio de Champion (en inglés: Champion Township) es un municipio ubicado en el condado de Wilkin en el estado estadounidense de Minnesota. En el año 2010 tenía una población de 53 habitantes y una densidad poblacional de 0,64 personas por km².

## Geografía
El municipio de Champion se encuentra ubicado en las coordenadas 46°4′5″N 96°19′47″O / 46.06806, -96.32972. Según la Oficina del Censo de los Estados Unidos, el municipio tiene una superficie total de 83.15 km², de la cual 83,15 km² corresponden a tierra firme y (0 %) 0 km² es agua.

## Demografía
Según el censo de 2010, había 53 personas residiendo en el municipio de Champion. La densidad de población era de 0,64 hab./km². De los 53 habitantes, el municipio de Champion estaba compuesto por el 100 % blancos. Del total de la población el 0 % eran hispanos o latinos de cualquier raza.